# 金黃銀蘚
金黃銀蘚（学名：[Anomobryum auratum] 错误：{{Lang}}：文本有斜体标记（帮助））为真蘚科銀蘚屬下的一个种。